# Guishan

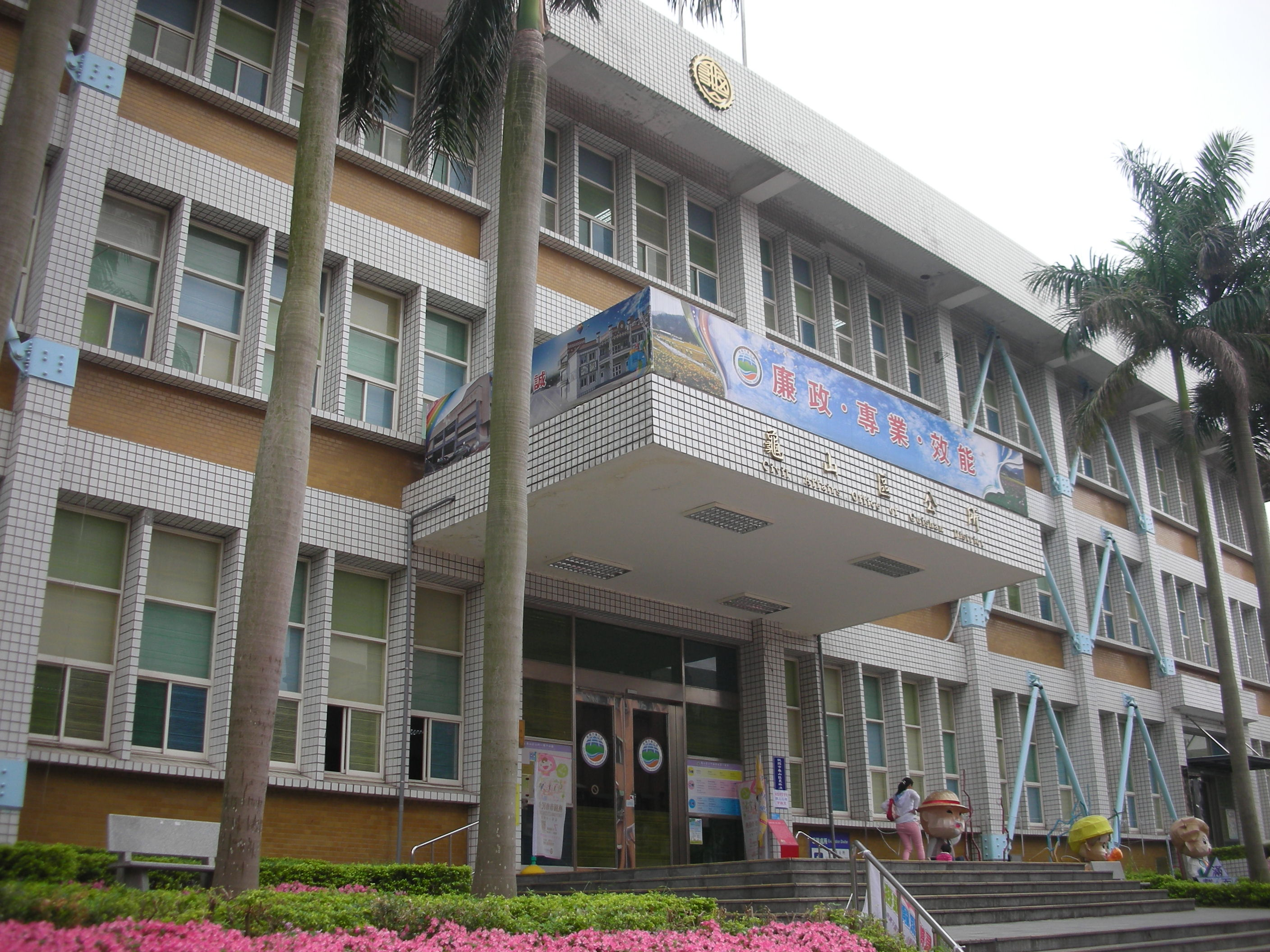
Das Bezirksverwaltungsamt

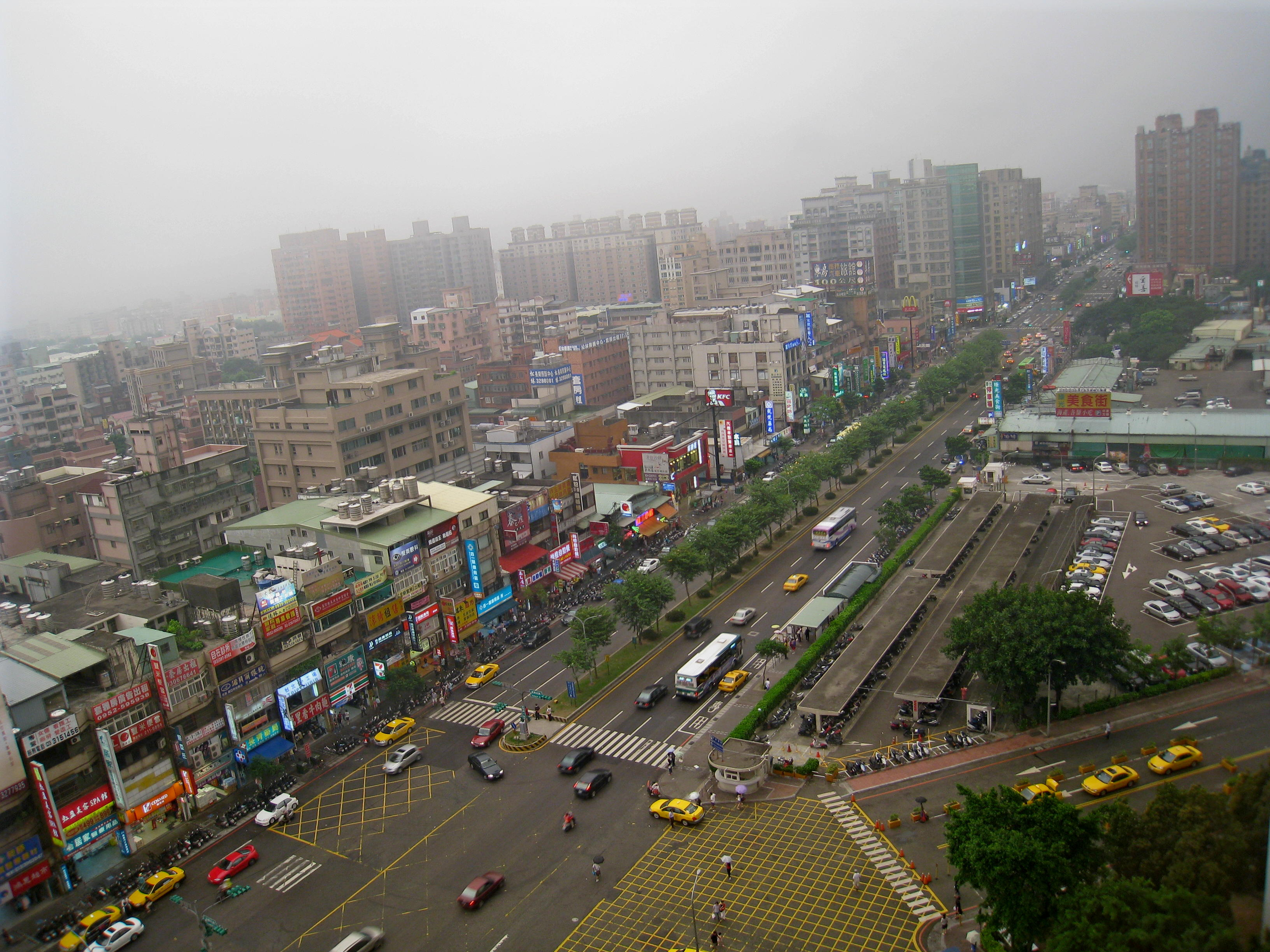
Blick auf das Gongshan-Einkaufsviertel in Guishan

Guishan (chinesisch 龜山區, Pinyin Guīshān Qū, Hakka Kuî-sân-khî, Pe̍h-ōe-jī Ku-soaⁿ-khu) ist ein Bezirk im Nordosten der regierungsunmittelbaren Stadt Taoyuan in Taiwan.

## Lage und Bedeutung
Guishan liegt am nordöstlichen Rand der Millionenstadt Taoyuan. Im Westen grenzt es an die Nachbarbezirke Luzhu und Taoyuan, im Norden, Osten und Süden an die Stadt Neu-Taipeh. Der ursprünglich ländlich geprägte Bezirk verstädterte in jüngerer Zeit durch den Zuzug von Pendlern, die in Neu-Taipeh und im Zentrum von Taoyuan arbeiten. Durch Guishan verlaufen mit der Nationalen Autobahn Nr. 1 und der Provinzstraße 1 zwei bedeutende Verkehrsadern. In Guishan befinden sich die Chang-Gung-Universität, die Zentrale Polizei-Universität, ein Campus der Ming-Chuan-Universität, die Lunghwa-Universität für Wissenschaft und Technik und die Nationaluniversität Taiwan für Sport.

## Geschichte
Das Gebiet des heutigen Bezirks war ursprünglich von Ureinwohnern des Stammes Kulon bewohnt. Die Kulon Die minnansprachigen chinesischen Siedler, die sich seit dem Ende des 18. Jahrhunderts hier ansiedelten, gaben dem Ort in Anlehnung daran den Namen Ku-lun („Schildkrötenberg“ (龜崙), hochchinesisch: Guilun). Die Ureinwohner wurden mit der Zeit verdrängt bzw. gingen in der chinesischen Einwanderergesellschaft auf. In den letzten Jahren der Qing-Herrschaft über Taiwan wurde mit dem Bau einer Eisenbahnlinie in Nordtaiwan begonnen; die Linie führte auch durch Guilun (Eröffnung eines Bahnhofes 1891). Sie wurde jedoch zu Beginn der japanischen Herrschaft über Taiwan verlegt, worauf der Bahnhof von Guilun im Jahr 1901 wieder stillgelegt wurde. Von der Anlage sind heute nur noch Überreste zu sehen.
Zur Zeit der japanischen Herrschaft wurde der Ortsname in Kameyama (龜山, hochchinesische Aussprache: Guishan, weiterhin „Schildkrötenberg“ bedeutend) geändert.

## Persönlichkeiten
- Yani Tseng (* 1989), Profigolferin